# Calospila asteria
Calospila asteria is een vlindersoort uit de familie van de prachtvlinders (Riodinidae), onderfamilie Riodininae.
Calospila asteria werd in 1911 beschreven door Stichel.